# Liste der Stolpersteine in Cölbe
Die Liste der Stolpersteine in Cölbe enthält die Stolpersteine, die im Rahmen des gleichnamigen Kunst-Projekts von Gunter Demnig in Cölbe verlegt wurden. Mit ihnen soll an die Opfer des Nationalsozialismus erinnert werden, die in Cölbe lebten und wirkten.

## Bürgeln
| Name              | Adresse                   | Bild                               | Inschrift | Verlegedatum | Anmerkung |
| ----------------- | ------------------------- | ---------------------------------- | --- | ------------ | --------- |
| Frieda Wertheim   | Marburger Landstraße 34 · | Stolperstein für Frieda Wertheim   | Hier wohnte Frieda Wertheim Jg. 1877 deportiert 1942 Theresienstadt 1942 Treblinka ermordet                    | 3. Mai 2016  |           |
| Isidor Wertheim   | Ohmtalstraße 3 ·          | Stolperstein für Isidor Wertheim   | Hier wohnte Isidor Wertheim Jg. 1891 Flucht 1939 England                                                       | 3. Mai 2016  |           |
| Berta Wertheim    | Ohmtalstraße 3 ·          | Stolperstein für Berta Wertheim    | Hier wohnte Berta Wertheim geb. Katz Jg. 1891 Flucht 1939 England                                              | 3. Mai 2016  |           |
| Frieda Wertheim   | Ohmtalstraße 3 ·          | Stolperstein für Frieda Wertheim   | Hier wohnte Frieda Wertheim verz. Gunzenhäuser Jg. 1884 deportiert 1942 Theresienstadt 1942 Treblinka ermordet | 3. Mai 2016  |           |
| Betty Wertheim    | Ohmtalstraße 3 ·          | Stolperstein für Betty Wertheim    | Hier wohnte Betty Wertheim verh. Katz Jg. 1888 deportiert 1942 ermordet im besetzten Polen                     | 3. Mai 2016  |           |
| Erich Wertheim    | Ohmtalstraße 3 ·          | Stolperstein für Erich Wertheim    | Hier wohnte Erich Wertheim Jg. 1922 Flucht 1939 England                                                        | 3. Mai 2016  |           |
| Irmgard Wertheim  | Ohmtalstraße 3 ·          | Stolperstein für Irmgard Wertheim  | Hier wohnte Irmgard Wertheim Jg. 1926 Flucht 1939 England                                                      | 3. Mai 2016  |           |
| Albert Hess       | Ohmtalstraße 7 ·          | Stolperstein für Albert Hess       | Hier wohnte Albert Hess Jg. 1882 Flucht 1939 USA                                                               | 3. Mai 2016  |           |
| Berta Hess        | Ohmtalstraße 7 ·          | Stolperstein für Berta Hess        | Hier wohnte Berta Hess geb. Wertheim Jg. 1882 Flucht 1939 USA                                                  | 3. Mai 2016  |           |
| Jettchen Wertheim | Ohmtalstraße 7 ·          | Stolperstein für Jettchen Wertheim | Hier wohnte Jettchen Wertheim verh. Marx Jg. 1873 deportiert 1942 Theresienstadt 1942 Treblinka ermordet       | 3. Mai 2016  |           |
| Erna Hess         | Ohmtalstraße 7 ·          | Stolperstein für Erna Hess         | Hier wohnte Erna Hess Jg. 1913 Flucht 1934 USA                                                                 | 3. Mai 2016  |           |
| Fritz Hess        | Ohmtalstraße 7 ·          | Stolperstein für Fritz Hess        | Hier wohnte Fritz Hess Jg. 1915 Flucht 1936 USA                                                                | 3. Mai 2016  |           |
| Martin Hess       | Ohmtalstraße 7 ·          | Stolperstein für Martin Hess       | Hier wohnte Martin Hess Jg. 1924 Flucht 1939 USA                                                               | 3. Mai 2016  |           |

## Cölbe
| Name               | Adresse              | Bild                                | Inschrift                                                                                            | Verlegedatum | Anmerkung |
| ------------------ | -------------------- | ----------------------------------- | --- | ------------ | --------- |
| David Buchheim     | Alte Dorfstraße 12 · | Stolperstein für David Buchheim     | Hier wohnte David Buchheim Jg. 1887 Flucht 1937 Palästina                                            | 3. Juli 2018 |           |
| Paula Buchheim     | Alte Dorfstraße 12 · | Stolperstein für Paula Buchheim     | Hier wohnte Paula Buchheim geb. Hess Jg. 1892 Flucht 1937 Palästina                                  | 3. Juli 2018 |           |
| Else Buchheim      | Alte Dorfstraße 12 · | Stolperstein für Else Buchheim      | Hier wohnte Else Buchheim Jg. 1919 Flucht 1937 Palästina                                             | 3. Juli 2018 |           |
| Hildegard Buchheim | Alte Dorfstraße 12 · | Stolperstein für Hildegard Buchheim | Hier wohnte Hildegard Buchheim Jg. 1925 Flucht 1937 Palästina                                        | 3. Juli 2018 |           |
| Johanna Stern      | Alte Dorfstraße 33 · | Stolperstein für Johanna Stern      | Hier wohnte Johanna Stern verh. Süss Jg. 1862 deportiert 1942 Theresienstadt 1942 Treblinka ermordet | 7. Aug. 2019 |           |
| Sally Stern        | Alte Dorfstraße 33 · | Stolperstein für Sally Stern        | Hier wohnte Sally Stern Jg. 1888 unfreiwillig verzogen 1935 Kassel Flucht 1940 USA                   | 7. Aug. 2019 |           |
| Rosa Regina Stern  | Alte Dorfstraße 33 · | Stolperstein für Rosa Regina Stern  | Hier wohnte Rosa Regina Stern Jg. 1890 deportiert 1941 Riga ermordet Nov. 1943 Auschwitz             | 7. Aug. 2019 |           |